# Triumph Model LW
Het Triumph Model LW was een motorfiets die het Britse merk Triumph produceerde van 1914 tot 1925.

## Voorgeschiedenis
Triumph had sinds de eerste motorfietsen in 1902 geen lichte modellen meer geproduceerd. Een probleem voor de weinige dames die motor wilde rijden, maar ook voor niet al te lange mannen, was de zithoogte van de Triumph-modellen. Daarom had het Triumph 3½ HP Model in 1909 een lager frame gekregen en de opvolger 4 HP kreeg een bovenste framebuis die achter de tank omlaag boog om het zweefzadel nog lager te kunnen plaatsen. Toch bleef de machine voor kleine en licht gebouwde mensen moeilijk te hanteren. Er was wel degelijk vraag naar lichte en goedkope commuter bikes en die werden ook geleverd, zoals de Matchless Model 1 2½ HP Lady's-damesmotorfiets, het BSA 2¼ HP Model en vele andere machines die vaak voorzien werden van een tweetakt-inbouwmotor van Villiers uit Wolverhampton. Daarom besloot men een kleine, lichte machine met een lage zithoogte te bouwen. Mede-oprichter Mauritz Johann Schulte deed zijn dochters daar een plezier mee. Die reden graag mee achterop bij de Triumph-testrijders en Schulte nam een van de eerste machines mee naar huis. Hij kwam terug met de mededeling dat hij de eerste bestelling binnen had. De minimumleeftijd om met de machine te mogen rijden was toen veertien jaar. 

## Triumph Model LW
Bij het Triumph Model LW stonden de letters LW voor "lightweight". De machine werd ook wel "Baby" genoemd en in advertenties werd ze ook als "Junior" aangeduid. De productie begon in 1914 en ging tijdens de Eerste Wereldoorlog door omdat de machine ook door het War Office werd aangekocht. Hoewel Triumph nog nooit een tweetaktmotor gebouwd had, werd de machine meteen een succes. Ze was ook makkelijk in gebruik. Hoewel ze geen aanfietsketting had en dus moest worden aangelopen, kon dat zelfs zittend gebeuren met gebruik van een soort "ontluchtingsklepje" dat aan de voorkant van de cilinder zat en waarmee de compressiedruk werd opgeheven. Datzelfde klepje werd als vervanging voor de koppeling bij het schakelen gebruikt. De motor sloeg bij gebruik even af waardoor de druk op de tandwielen werd opgeheven. Het kon echter niet voorkomen dat de motor bij elke stop afsloeg en steeds weer opnieuw moest worden aangelopen. Toch werd de machine populair bij verpleegsters en geestelijken, hoewel er voor lange rokken en soutanes wel een schermpje over de aandrijfriem moest worden aangebracht. 

### Motor
De motor was een dwarsgeplaatste Luchtgekoelde staande eencilinder met een boring van 64 mm en een slag van 70 mm, waardoor de cilinderinhoud op 225,2 cc kwam. De Triumph Twin Barrel-carburateur zat aan de voorkant van de cilinder, net als de uitlaatpoort en het ontluchtingsklepje voor het aanlopen en het schakelen. De ontstekingsmagneet zat achter de cilinder. 

### Transmissie
Vanaf de linkerkant van de krukas dreef een korte ketting de tweeversnellingsbak rechtstreeks aan, zonder tussenkomst van een koppeling. Als er geschakeld moest worden werd het ontluchtingsklepje op de cilinder bediend waardoor de motor even geen kracht leverde en de tandwieldruk werd opgeheven. Vanaf de versnellingsbak werd het achterwiel door een riem aangedreven. Dit was een zgn. chain-cum-belt drive. 

### Rijwielgedeelte
De machine had een enkel wiegframe en de girder-achtige "front and aft"-voorvork die alleen naar voren en naar achteren kon bewegen en dus niet echt veerde. In het voorwiel zat een velgrem, achter een belt rim brake. 

### Vernieuwingen
In 1923 werd het model vernieuwd. De motor werd op 249 cc gebracht en er kwam ook een koppeling, waardoor de machine niet meer afsloeg bij het stoppen. In 1924 werd aan de linkerkant van het blok ook een kickstarter aangebracht.

## Afbeeldingen

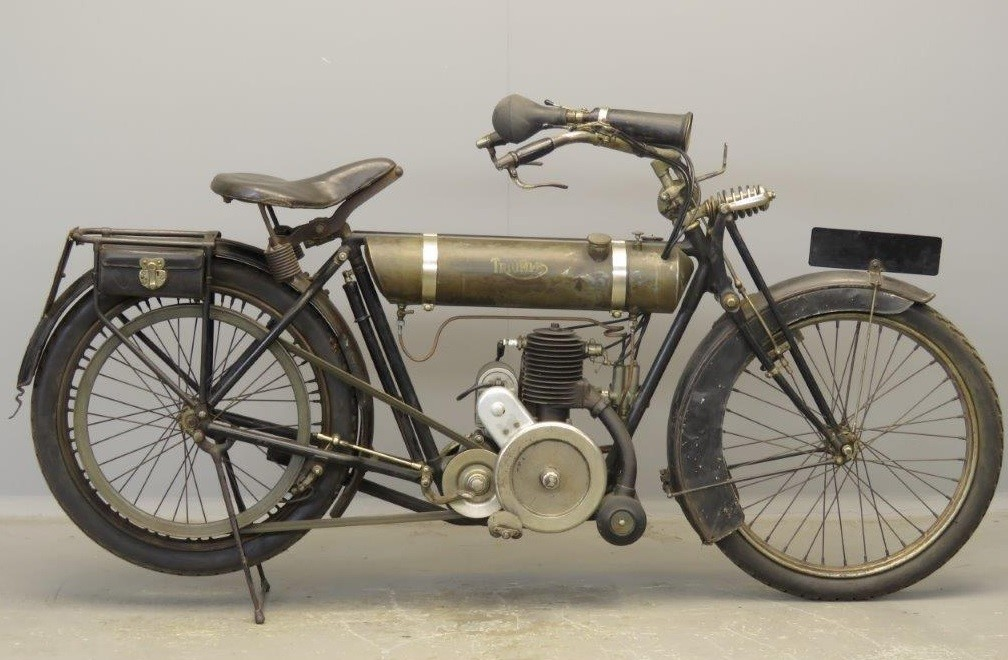
Het eerste 225cc-model werd van 1914 tot 1922 geleverd. Dit exemplaar is van 1920.
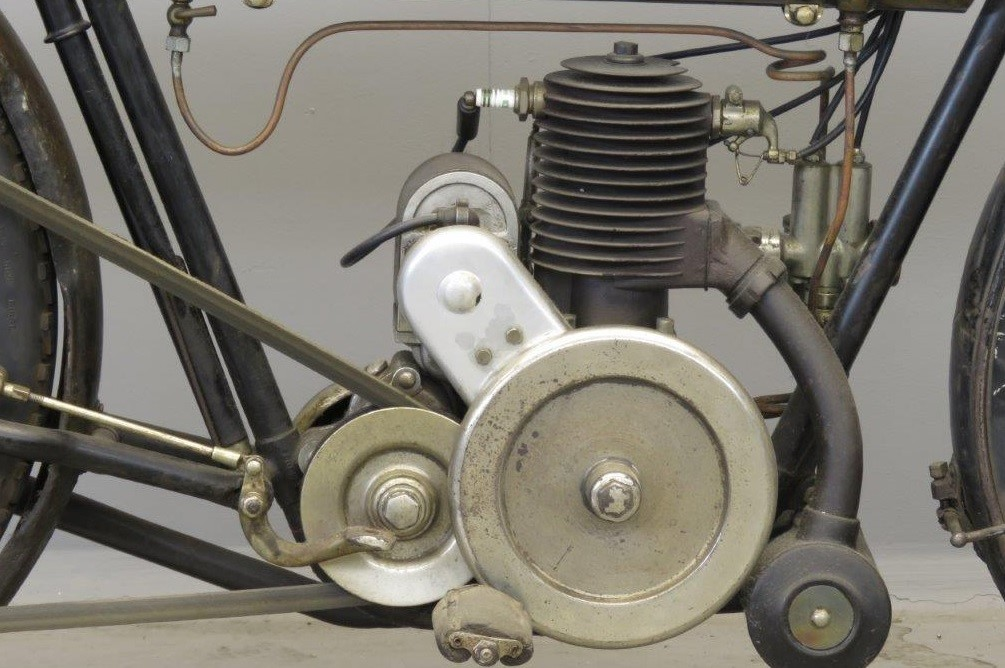
De 225cc-motor met het grote buitenliggende vliegwiel en de aandrijfriem naar het achterwiel.
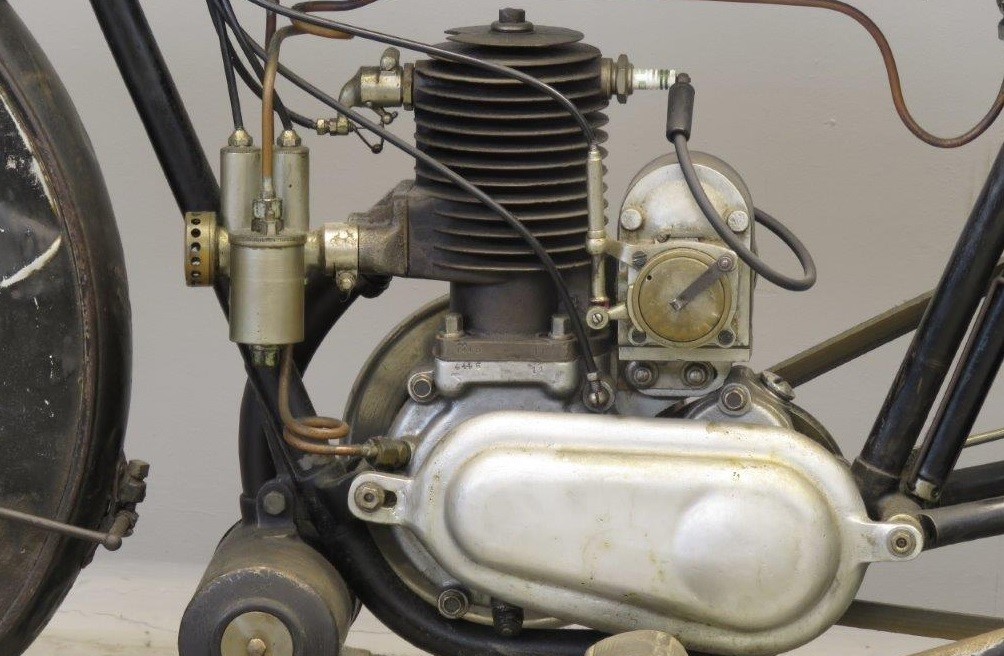
De carburateur zat in tegenstelling tot de viertaktmodellen aan de voorkant van de cilinder en de ontstekingsmagneet erachter.

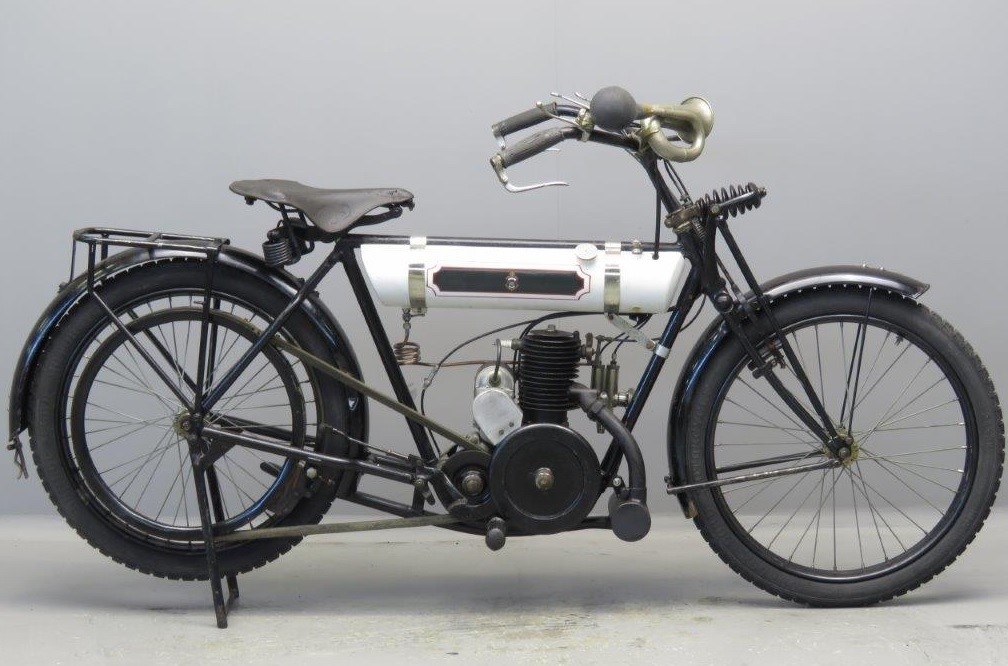
250cc-Model LW uit 1924
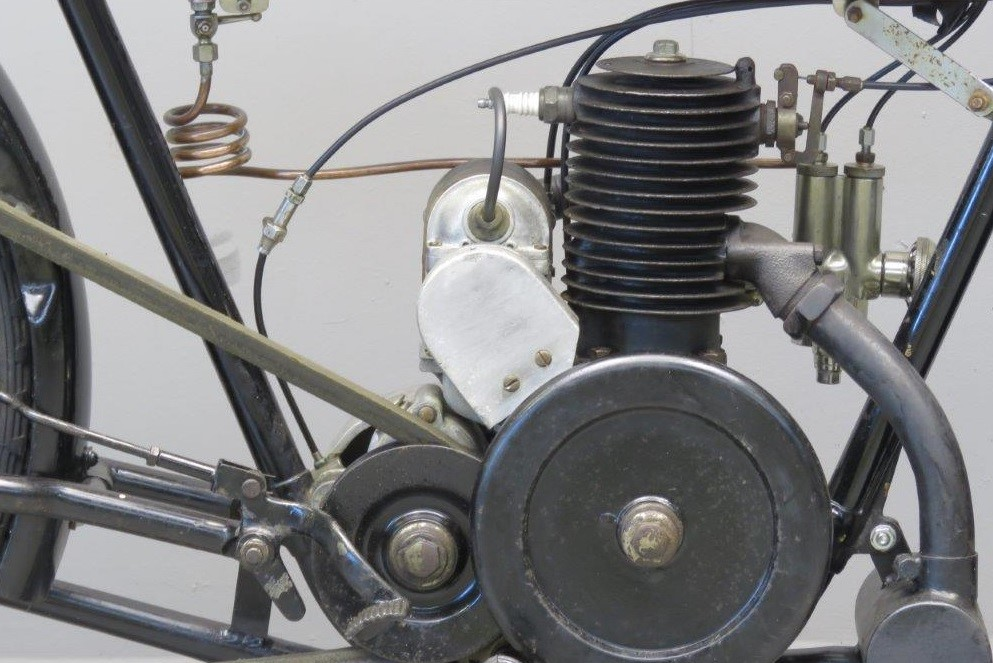
De rechterkant van de 250cc-motor.
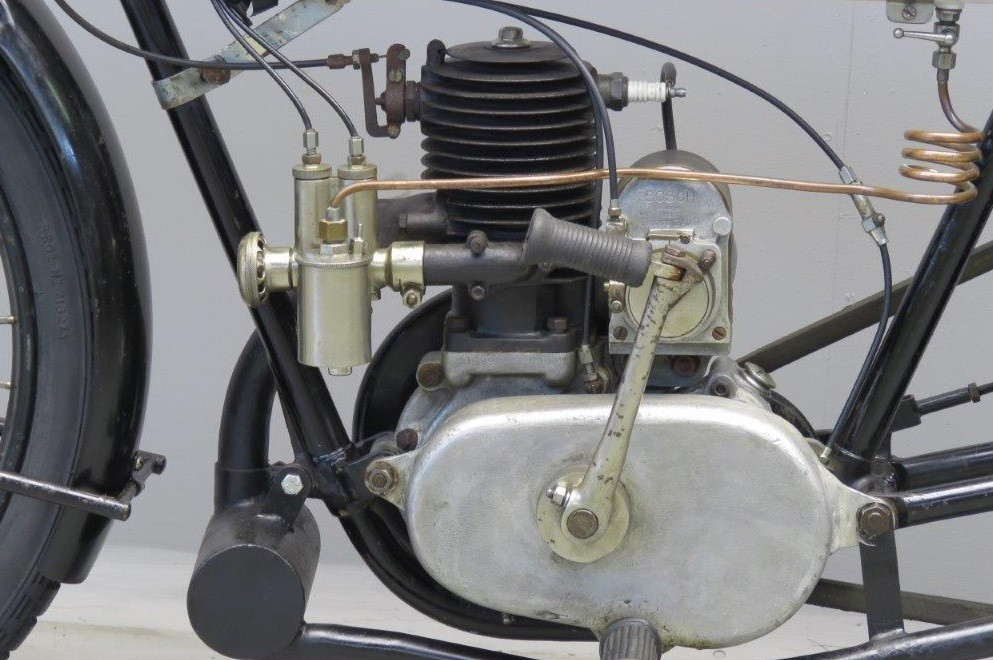
Vanaf 1924 kreeg het Model LW een kickstarter.

## Technische gegevens
| Triumph Model          | LW                                  | LW                                  |
| ---------------------- | ----------------------------------- | ----------------------------------- |
| Periode                | 1914-1922                           | 1923-1925                           |
| Categorie              | Toermotor                           | Toermotor                           |
| Motortype              | Tweetakt                            | Tweetakt                            |
| Bouwwijze              | Dwarsgeplaatste staande eencilinder | Dwarsgeplaatste staande eencilinder |
| Koeling                | Lucht                               | Lucht                               |
| Boring                 | 64 mm                               | Onbekend                            |
| Slag                   | 70 mm                               | Onbekend                            |
| Cilinderinhoud         | 225,2 cc                            | ca. 250 cc                          |
| Carburateur            | Brown & Barlow                      | Brown & Barlow                      |
| Smeersysteem           | Mengsmering                         | Mengsmering                         |
| Max. Vermogen          | 2¼ pk                               | 2½ pk                               |
| Primaire aandrijving   | Ketting                             | Ketting                             |
| Koppeling              | Geen                                | Onbekend                            |
| Versnellingen          | 2                                   | 2                                   |
| Secundaire aandrijving | Riem                                | Riem                                |
| Rijwielgedeelte        | Open brugframe                      | Open brugframe                      |
| Voorvork               | Girder                              | Girder                              |
| Achtervork             | Star                                | Star                                |
| Remmen                 | Velgrem voor, belt rim brake achter | Velgrem voor, belt rim brake achter |